# خوليو سيزار دي ملو آسوسا
خوليو سيزار دي ملو آسوسا (بالبرتغالية: Júlio César de Melo e Sousa‏) (1895 - 1974 م) هو رياضي وكاتب، من أهل البرازيل. كتب أغلب كتاباته باسم مستعار هو مالبا طحان.
درَس الرياضيات المعمقة وكان استاذا للمعمار في أكادمية الفنون بجامعة البرازيل. أشهر آثاره كتاب باسم قصة الرجل القادر على الحساب، والذي طبع مرارا وترجم إلى عدة لغات.